# Iain Macwhirter
Iain Macwhirter   (setembre 1952) és un periodista escocès especialista en política qui publica a diaris com el The Herald i the Sunday Herald, autor, presentador de ràdio i rector de la Universitat d'Edimburg. Macwhiirter va treballat al parlament britànic i també al parlament escocès, presentant els programes de la cadena BBC 2 tals com Westminster Live, Scrutiny i TV Holyrood Live. Va estudiar a l'escola George Heriot's School i després a la Universitat d'Edimburg. L'any 2013 va publicar el llibre Road to Referendum. Després del Referèndum sobre la independència d'Escòcia de 2014, va publicar Disunited Kingdom: How Westminster Won A Referendum But Lost Scotland, que és una retrospectiva de les seves experiències sobre la campanya. El 2015, va publicar Tsunami, sobre la victòria del SNP (Partit Nacional Escocès) a les eleccions generals del 2015.